# Entrelazado croata

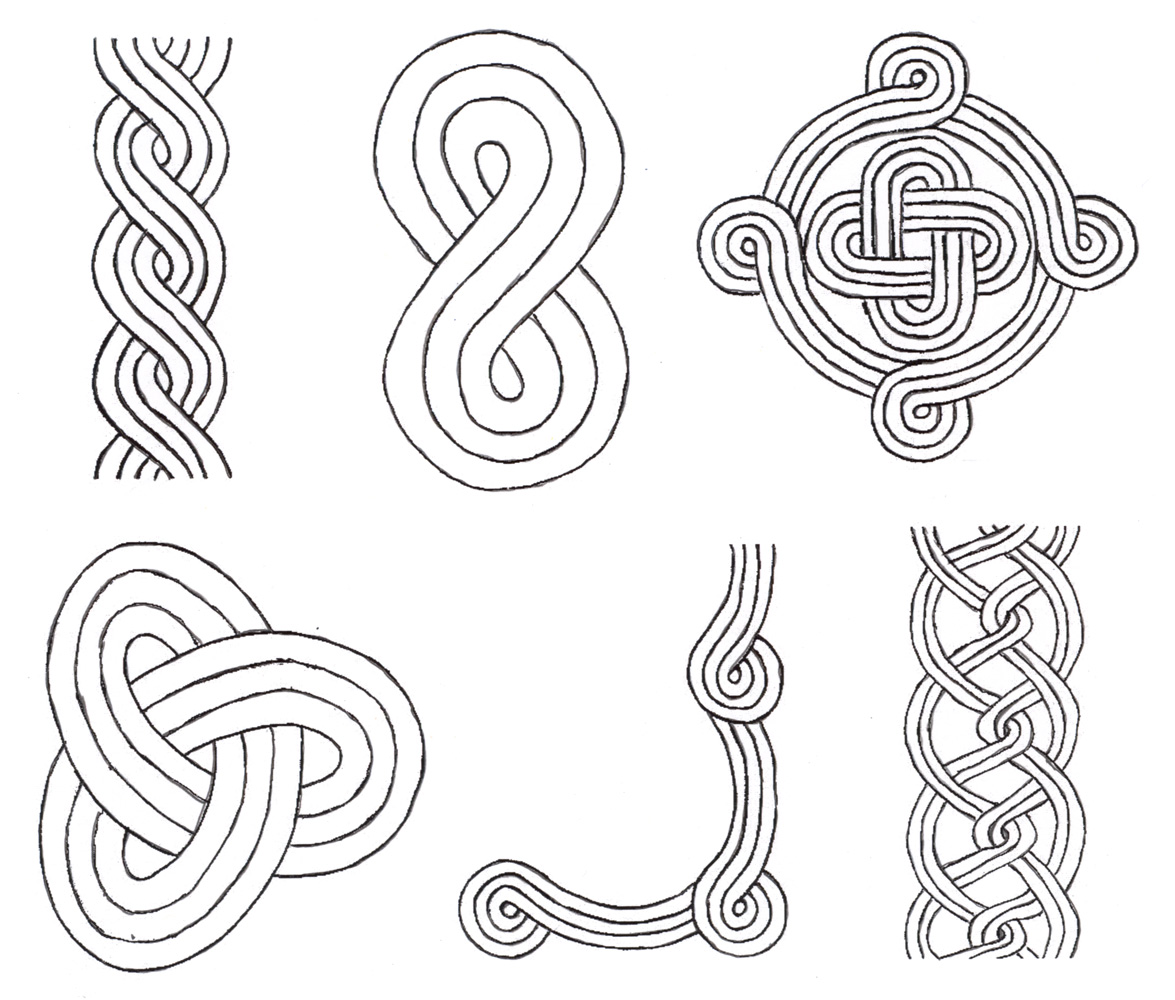
Entrelazado croata (hrvatski pleter)

El Entrelazado croata, en croata pleter o troplet, es un tipo de entrelazado que se caracteriza por tener un patrón de tres cintas. Es uno de los patrones más comunes en el arte y arquitectura prerrománicas croata. Junto al patrón ajedrezado croata es considerado parte de la iconografía nacional de Croacia.

## Orígenes culturales
Existe debate académico respecto a los orígenes y la identidad del entrelazado de tres cintas; por un lado, se argumenta que es una "expresión nacional" croata, otros argumentan que tiene influencia lombarda, introducida por el Patriarcado de Aquilea.

## Uso contemporáneo
Croacia tiene una condecoración civil y militar llamada Orden del Entrelazado Croata (en croata Red hrvatskog pletera), que es la decimoséptima en importancia otorgada por la República de Croacia. La orden fue fundada el 1 de abril de 1995, y es otorgada por el progreso y la reputación de Croacia, así como por el bienestar de sus ciudadanos. Los acreedores de este reconocimiento pueden ser ciudadanos croatas o extranjeros.